# Матырино (озеро, Лепельский район)
Маты́рино (бел. Маты́рына) — озеро в Лепельском районе Витебской области Белоруссии. Относится к бассейну реки Лукомка (впадает в озеро Роговское).

## Описание
Озеро Матырино располагается в 17 км к северо-востоку от города Лепель. К югу от озера находится деревня, также именуемая Матырино.
Площадь зеркала составляет 0,39 км². Длина озера — 1,69 км, наибольшая ширина — 0,5 км. Длина береговой линии — 4 км. Наибольшая глубина — 5 м, средняя — 2,5 м. Объём воды в озере — 0,98 млн м³. Площадь водосбора — 2,26 км².
Котловина термокарстового типа, лопастной формы, вытянутая с запада на восток. Склоны высотой 5—7 м, пологие, песчаные и супесчаные, распаханные. Берега высотой 0,2—0,3 м, песчаные, поросшие кустарником. Местами берега сливаются со склонами котловины. Вокруг озера присутствует прерывистая заболоченная пойма шириной 50—100 м, поросшая кустарником.
Подводная часть котловины корытообразной формы. Вдоль восточного берега тянется обширная мель. Песчаное мелководье занимает до 30 % площади озера. Глубже дно выстелено илом и сапропелем.
Минерализация воды составляет 250—290 мг/л, прозрачность — 0,8 м. Озеро эвтрофное. Впадает несколько ручьёв и присутствует соединение с системой мелиорационных каналов.
Прибрежная растительность образует полосу шириной от 10 до 60 м и распространяется до глубины 2 м.
В озере обитают лещ, щука, краснопёрка, плотва, уклейка, карась, линь, окунь и другие виды рыб.